# Lista de rios da Suécia

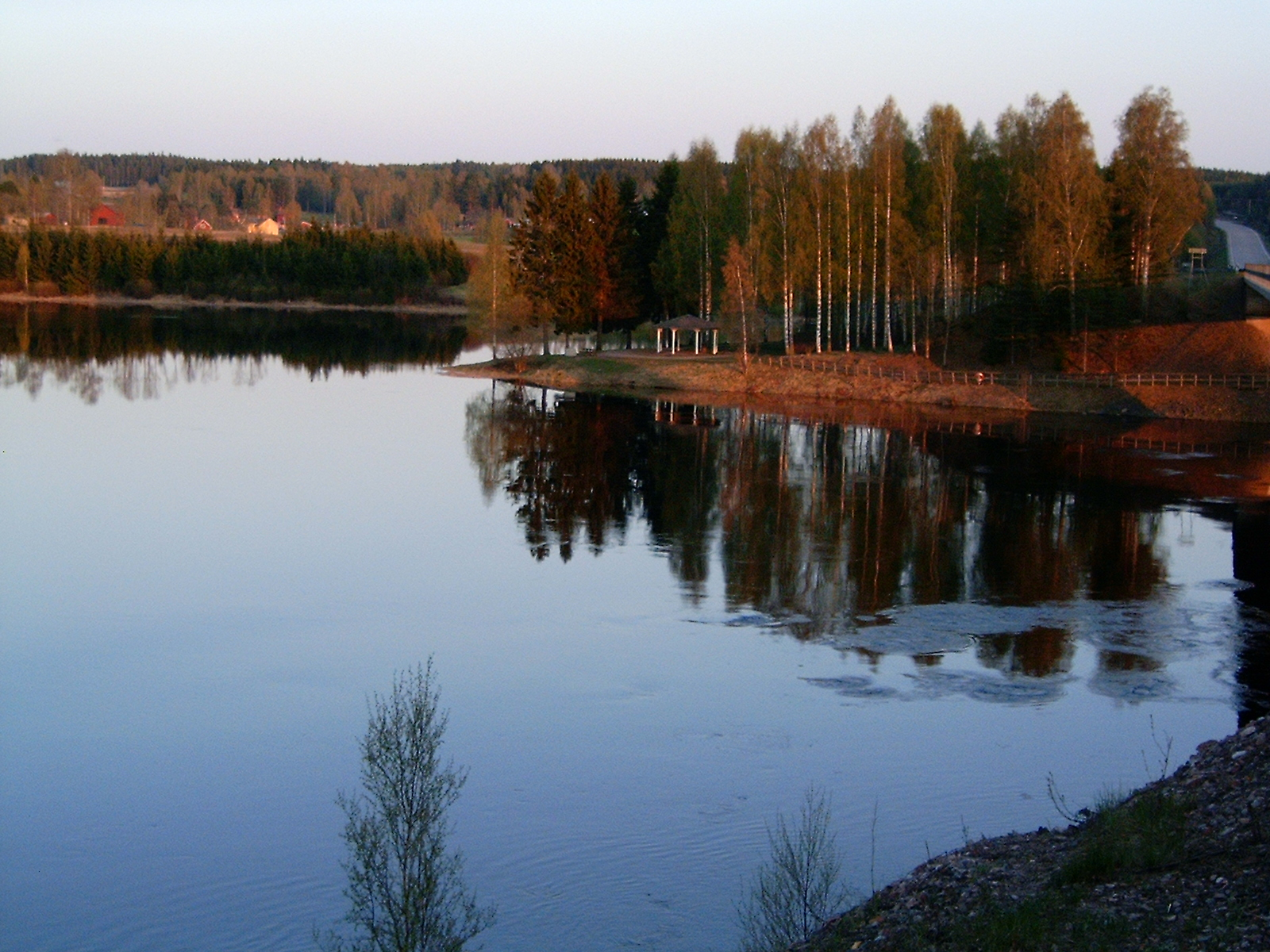
Dal

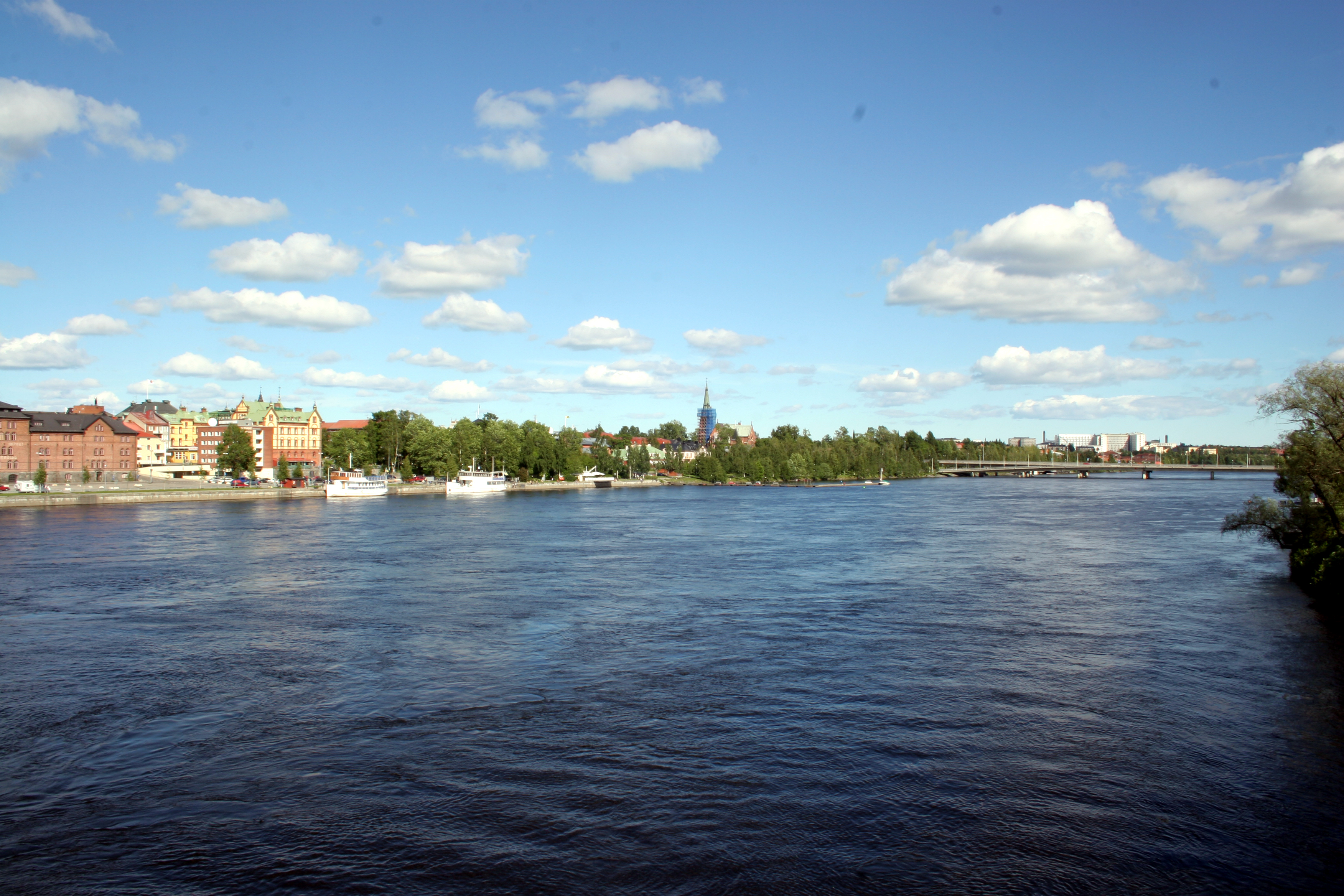
Ume

Na Suécia, os cursos de água (vattendrag) são frequentemente designados por älv, å,  ou bäck, equivalendo a rio e riacho. Existem 119 rios que desaguam no mar e têm bacias hidrográficas superiores a 200 km2. No Arquivo Nacional da Água (Svenskt vattenarkiv) estão registados 27 633 cursos de água.

## Maiores rios da Suécia
| Nr. | Rio       | Comprimento | Nascente   | Foz          |  |
| --- | --------- | ----------- | ---------- | ------------ |  |
| 1.  | Gota/Clar | 731 km      | Noruega    | Mar do Norte |  |
| 2.  | Dal       | 541 km      | Noruega    | Mar Báltico  |  |
| 3.  | Torne     | 513 km      | Lapónia    | Mar Báltico  |  |
| 4.  | Cálix     | 460 km      | Lapónia    | Mar Báltico  |  |
| 5.  | Lule      | 457 km      | Lapónia    | Mar Báltico  |  |
| 6.  | Vindel    | 450 km      | Lapónia    | Mar Báltico  |  |
| 7.  | Ume       | 449 km      | Lapónia    | Mar Báltico  |  |
| 8.  | Angerman  | 447 km      | Lapónia    | Mar Báltico  |  |
| 9.  | Ljusnan   | 437 km      | Härjedalen | Mar Báltico  |  |
| 10. | Indals    | 426 km      | Jämtland   | Mar Báltico  |  |
| 11. | Skellefte | 410 km      | Lapónia    | Mar Báltico  |  |